# Serhij Daniw
Sergi Daniv, właśc. Serhij Zenowijowycz Daniw, ukr. Сергій Зеновійович Данів (ur. 2 października 1977 roku we wsi Podhorki, w obwodzie iwanofrankowskim) – ukraiński piłkarz, występujący na pozycji pomocnika, trener piłkarski. Posiada amerykańskie obywatelstwo.

## Kariera piłkarska

### Kariera klubowa
Wychowanek Szkoły Piłkarskiej klubu Karpaty Lwów. W 1991 rozpoczął karierę piłkarską w Karpaty Kamionka Bużańska. W 1992 przeszedł do Skały Stryj. Na początku 1994 wyjechał na stałe do USA, gdzie w latach 1999–2000 występował w drużynie Dallas Burn walczącej w MLS. W 2000 został zaproszony do Chicago Fire. W 2002 zakończył karierę piłkarską.

## Kariera trenerska
Po zakończeniu kariery piłkarskiej rozpoczął pracę szkoleniową. W latach 2009–2010 pomagał trenować drużynę studencką UIC Flames. W 2010 objął stanowisko głównego trenera Chicago United FC, a od 2012 prowadzi Raiders FC.